# متحف شانغهاي
متحف شانغهاي (بالصينية: 上海博物馆) هو متحف للفن الصيني القديم، يقع في ساحة الشعب بمنطقة هوانغبو في مدينة شنغهاي الصينية. أُعيد بناؤه في موقعه الحالي عام 1996م، ويعدّ من أول المتاحف الصينية الحديثة ذات الطراز الأول العالمي.

## التاريخ

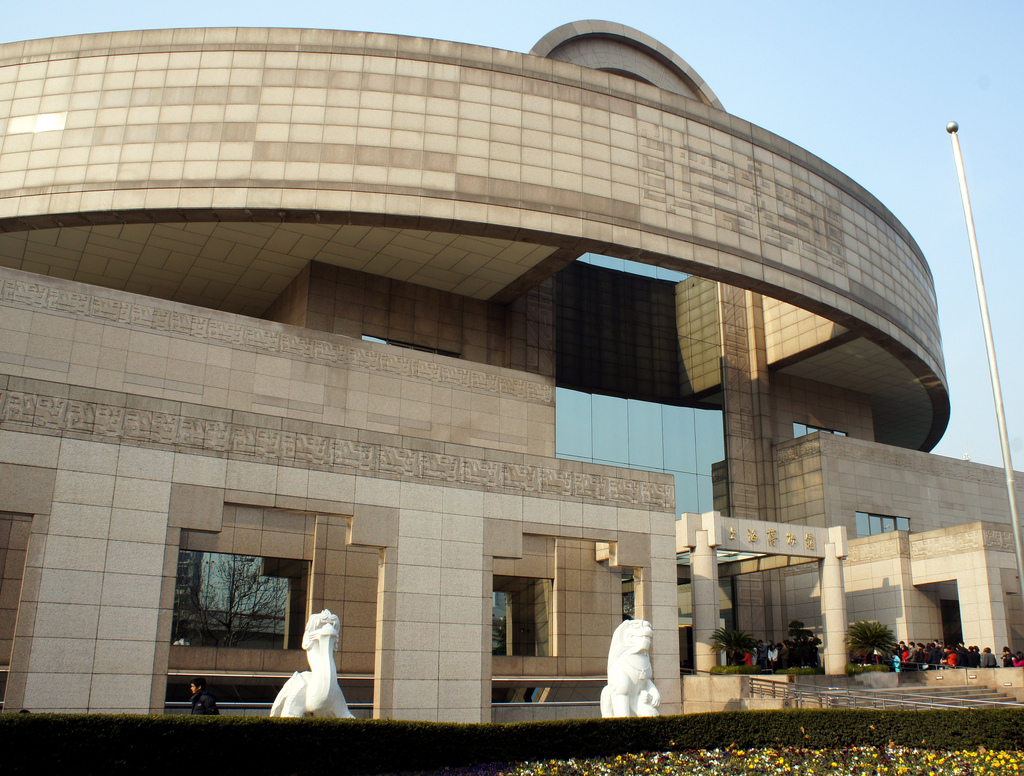
متحف شانغهاي من الخارج

تأسس المتحف في عام 1952م وكان أول افتتاح للجمهور في النادي السابق لسباق الخيل في شنغهاي. جاءت المجموعات التأسيسية أساسًا من ثلاثة مصادر: مجموعة من القطع الأثرية التي جمعها الجيش الميداني الشيوعي الثالث خلال الحرب الأهلية من اكتشافات غير مقصودة ومصادرة للممتلكات الخاصة وجلبها إلى شنغهاي بعد غزو الشيوعيين للمدينة؛ القطع الأثرية التي صادرتها دائرة الجمارك؛ البنود التي تباع من قبل جامعي القطاع الخاص بسبب الضغوط السياسية خلال عمليات التطهير السياسية والتي اشترتها الحكومة. كما تم دمج متحف بلدية شنغهاي السابق في متحف شنغهاي الجديد.
في السنوات القليلة التالية، تم إثراء مجموعات المتحف أكثر من غيرها من المجموعات الخاصة والمؤسسية في شنغهاي، بما في ذلك جمع متحف شنغهاي السابق للجمعية الملكية الآسيوية، والتي تم نقلها إلى المتحف حيث تركت المؤسسات «الأجنبية» تدريجيا المدينة في 1950م. في عام 1959م انتقل المتحف إلى مبنى زهونغهوي. خلال حملة جمع المعادن في القفزة العظيمة إلى الأمام، شارك متحف شنغهاي في إنقاذ البرونز من المعدن الذي تم مصادرته أو التبرع به وتم إرساله ليتم صهره. قبل الثورة الثقافية، تم تشكيل تقليد بموجبه يقوم جامعو شنغهاي الأثرياء بتقديم تبرعات سنوية للمتحف.
توقف عمل المتحف إلى حد كبير كنتيجة للثورة الثقافية. بعد انتهاء الثورة، باعتبارها واحدة من المتاحف الأكثر أهمية في الصين، استمر إثراء المجموعات مع ثمرة التبرعات والمشتريات الحكومية والاكتشافات المهمة من الحفريات الأثرية.
وضع نمو مجموعاتها ضغوط هائلة على أماكن ضيقة. لدوره في ضمان منزل كبير، بُنيت لهذا الغرض، يقال أن متحف شانغهاي يدين بالكثير من وجودها الحالي إلى ما تشين يوان، مديرها من عام 1985م حتى تقاعده في عام 1999م. عندما تم إغلاق متحف جديد من شنغهاي لمدة خمس سنوات لأجل خطة إعادة الإعمار في عام 1992م، سعى العمدة هوانغ جو لإعادة بنائها. بعد رؤية الغرف المتهدمة في مبنى زهونغهوي، وافق هوانغ على تخصيص موقع رئيسي في ساحة الشعب، لكن المتحف كان عليه أن يرفع أموال البناء الخاصة به. جمع المتحف ما 25 مليون دولار أمريكي بتأجير المبنى القديم إلى مطور في هونغ كونغ. كما قام مسؤولو المتحف بالعديد من الرحلات إلى الخارج للحصول على التبرعات، خاصة من الشتات في شنغهاي الذين فروا إلى هونغ كونغ بعد الثورة الشيوعية، وجمعوا 10 ملايين دولار أخرى، ثم إستطاعوا أن يجمعوا في نهاية المطاف إلى 140 مليون يوان أخرى من حكومة المدينة لاستكمال المبنى.
بدأ تشييد المبنى الحالي في أغسطس 1993م. وقد تم افتتاحه في 12 أكتوبر 1996م. يمتد على ارتفاع 29.5 متر مع خمسة طوابق، ويغطي مساحة إجمالية قدرها 39.200 متر مربع.
صممه المهندس المعماري المحلي شينغ تونغ، تم تصميم المبنى على شكل وعاء طهي قديم من البرونز يسمى بالقرص. يقال إن الإلهام للتصميم تم تقديمه بصورة خاصة استلهاماً من وعاء دا كو دينغ، وهو الآن معروض في المتحف. يحتوي المبنى على قمة مستديرة وقاعدة مربعة ترمز إلى الإدراك الصيني القديم للعالم بأنه «السماء المستديرة، الأرض المربعة» (بالصينية: 天圆地方).

## مجموعات

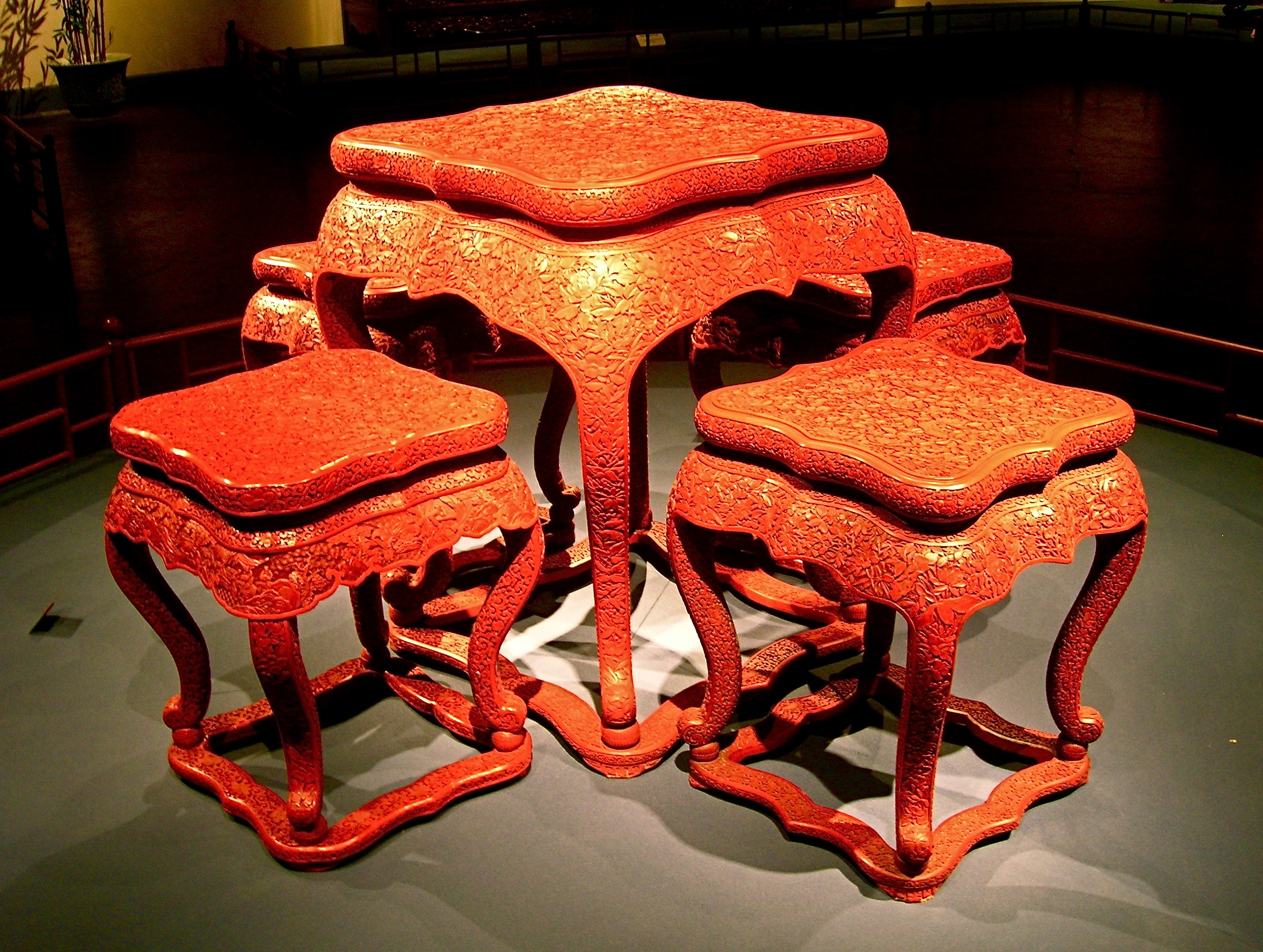
أثاث منحوت

يحتوي المتحف على مجموعة تضم أكثر من 120,000 قطعة، بما في ذلك البرونزيات، والخزفيات، وفنون الخط الصيني، والأثاث، والشتات، والقطع النقدية القديمة، واللوحات، والأختام، والتماثيل، وفن الأقليات، والفن الأجنبي. يضم متحف شانغهاي العديد من العناصر ذات الأهمية الوطنية، بما في ذلك واحدة من ثلاث عينات موجودة من مرآة برونزية «شفافة» من أسرة هان.

### الصالات
لدى المتحف أحد عشر معرضًا وثلاث قاعات معرض مؤقتة خاصة. صالات العرض الدائمة هي:
- معرض البرونزية الصينية القديمة.
- معرض النحت الصيني القديم.
- معرض الخزف الصيني القديم.
- معرض القديم الصينية اليشم.
- معرض اللوحات الصينية القديمة.
- معرض للخط الصيني القديم.
- معرض الأختام الصينية القديمة.
- معرض الصينية القديمة المسكوكات.
- معرض الأثاث الصيني في أسرة مينغ وتشينغ.
- معرض للفنون والحرف من قبل الأقليات الصينية.

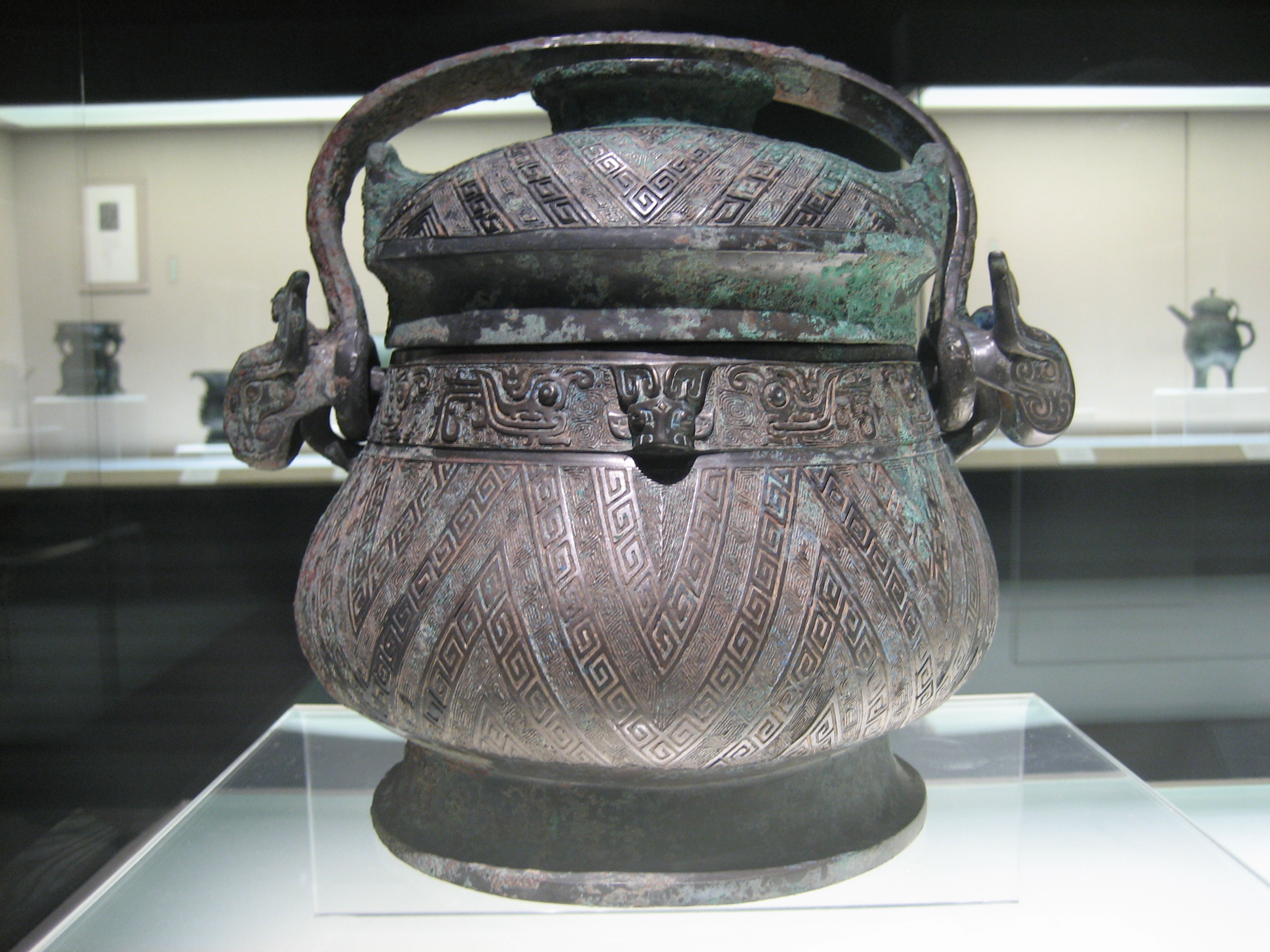
وعاء يو (卣) المغطى ويظهر عليه نمط رعدي متعرج. يعود تاريخه إلى أول عهد سلالة زو
أواني رو (汝窯) بورسلانية تعود لعهد سلالة سونغ
أثاث وغرفة على النمط السائد في عهد سلالة مينغ
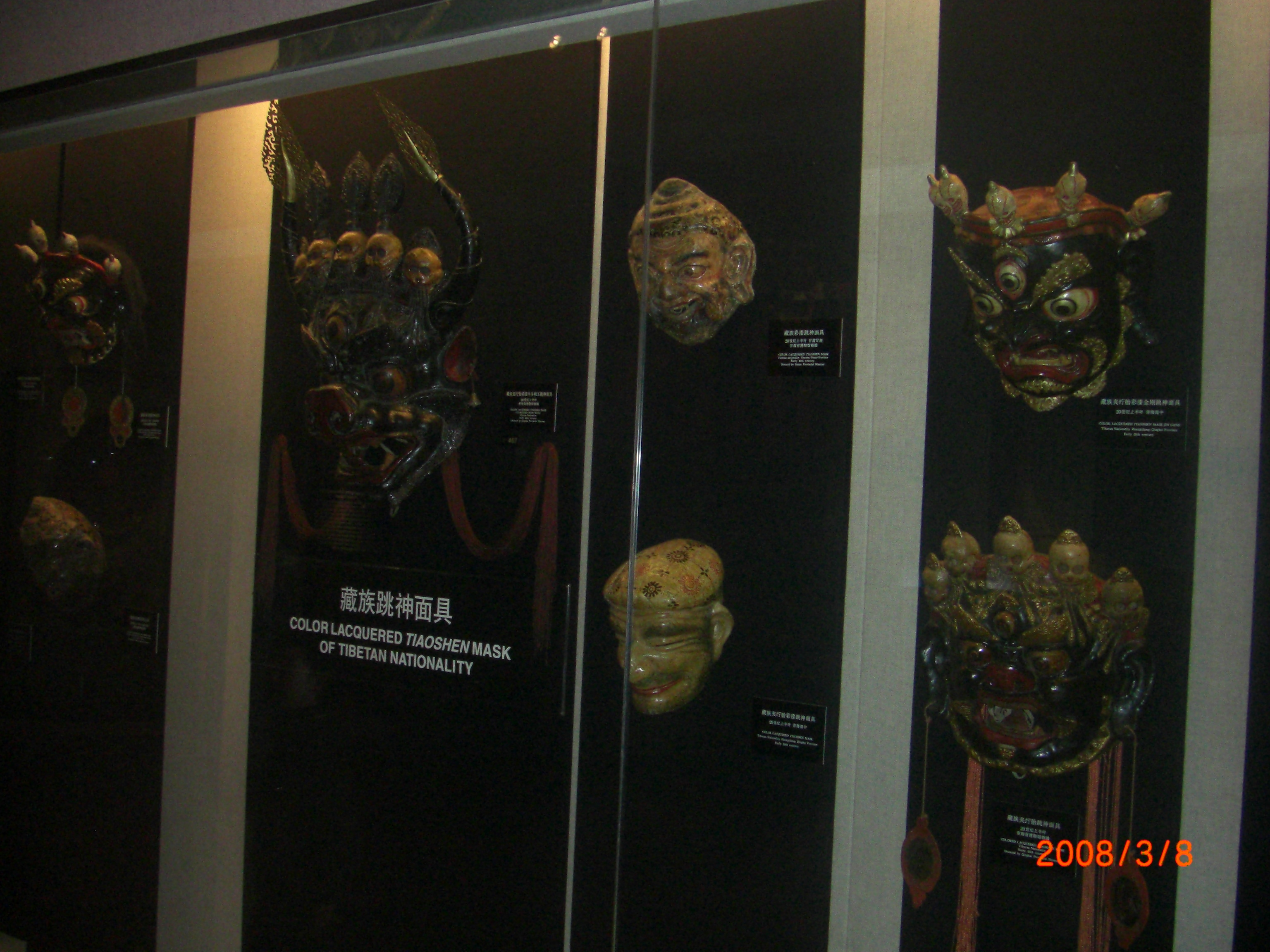
قناع تياوشن (跳神) مطلي بالألوان من التبت
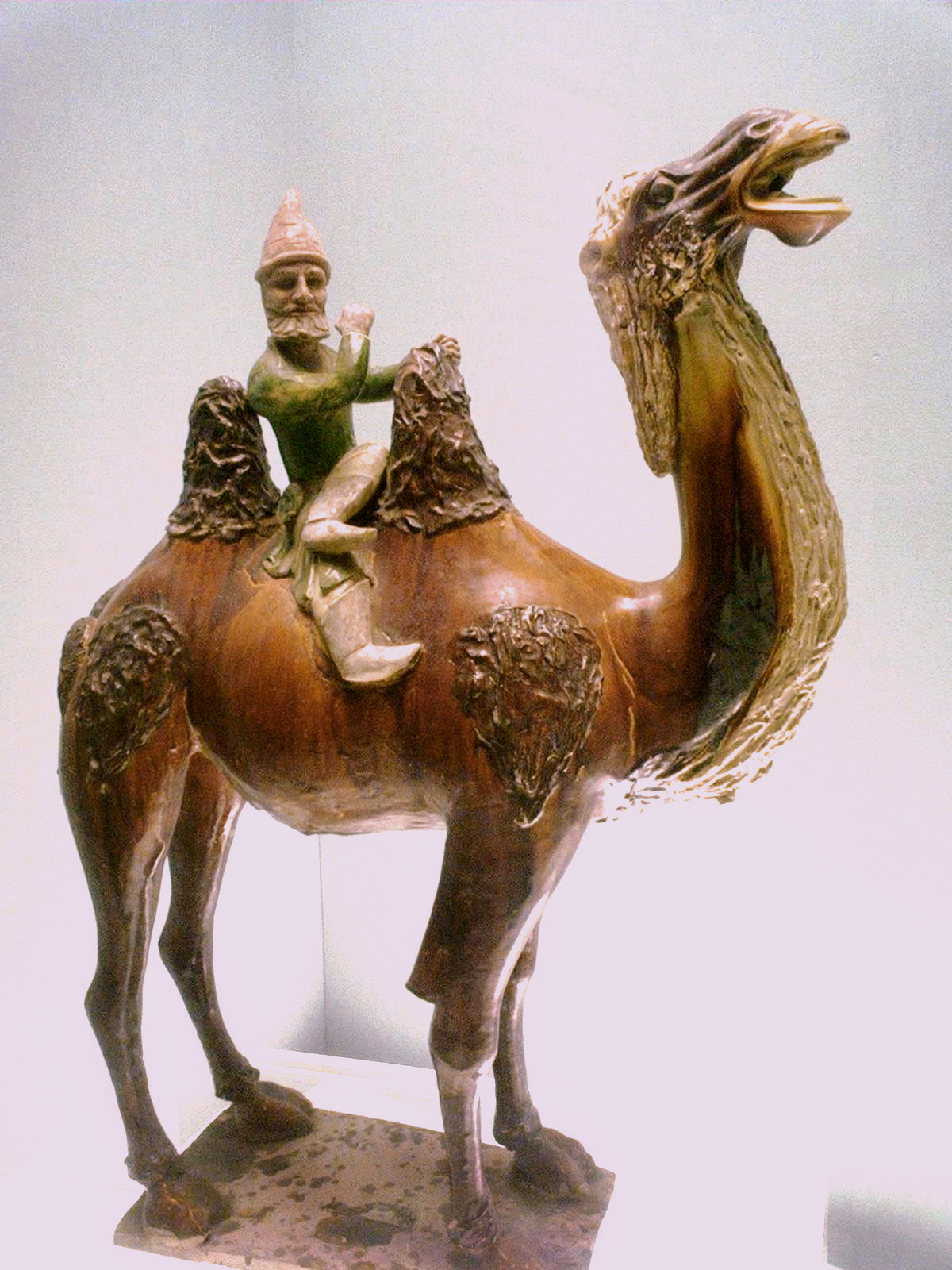
منحوتة لصغديّ راكب على جمل على نمط "صنساي" أو "ثلاثي الألوان"، تعود لعهد سلالة تانغ
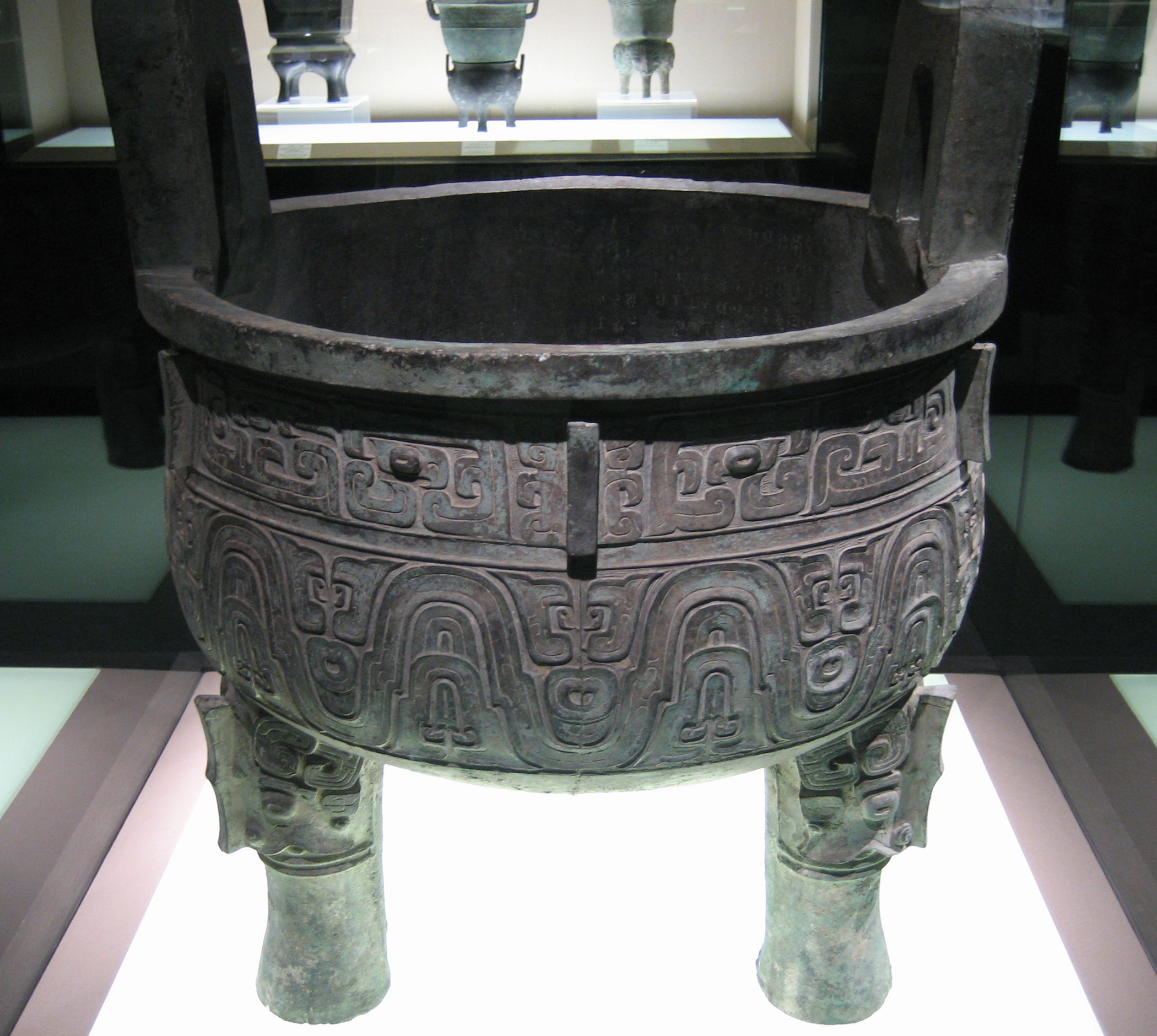
وعاء دا كو دينغ (大克鼎) البرونزي يعود لآخر عهد تشو الغربية
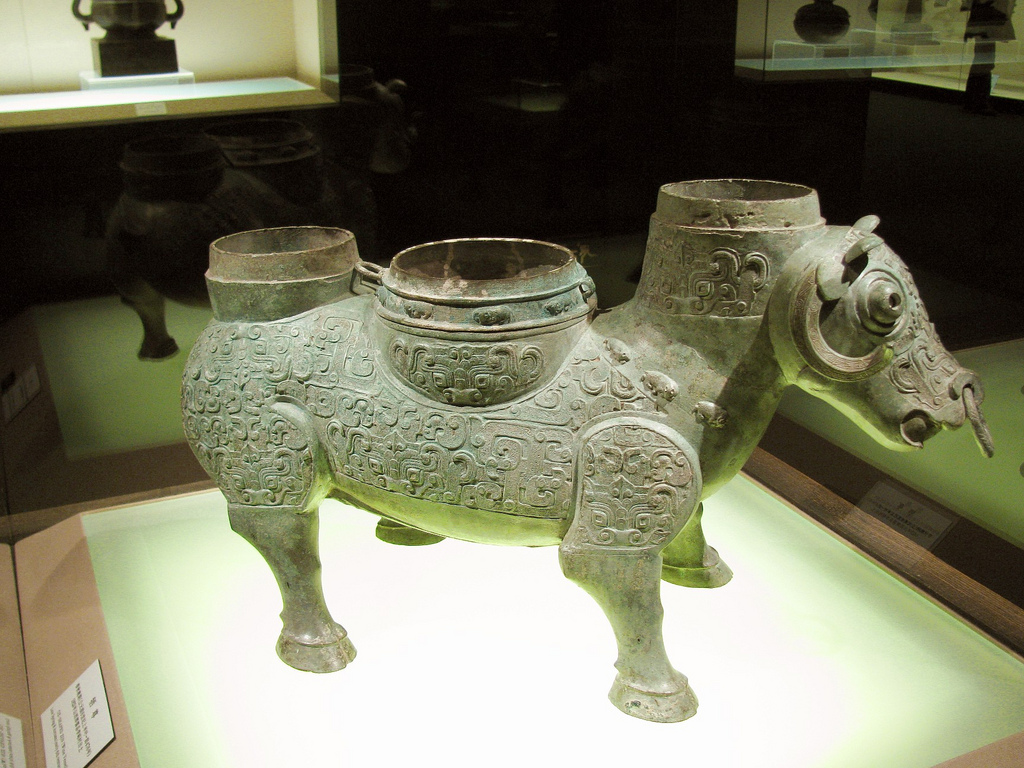
وعاء شي زون (牺尊) يعود لآخر فترة الربيع والخريف
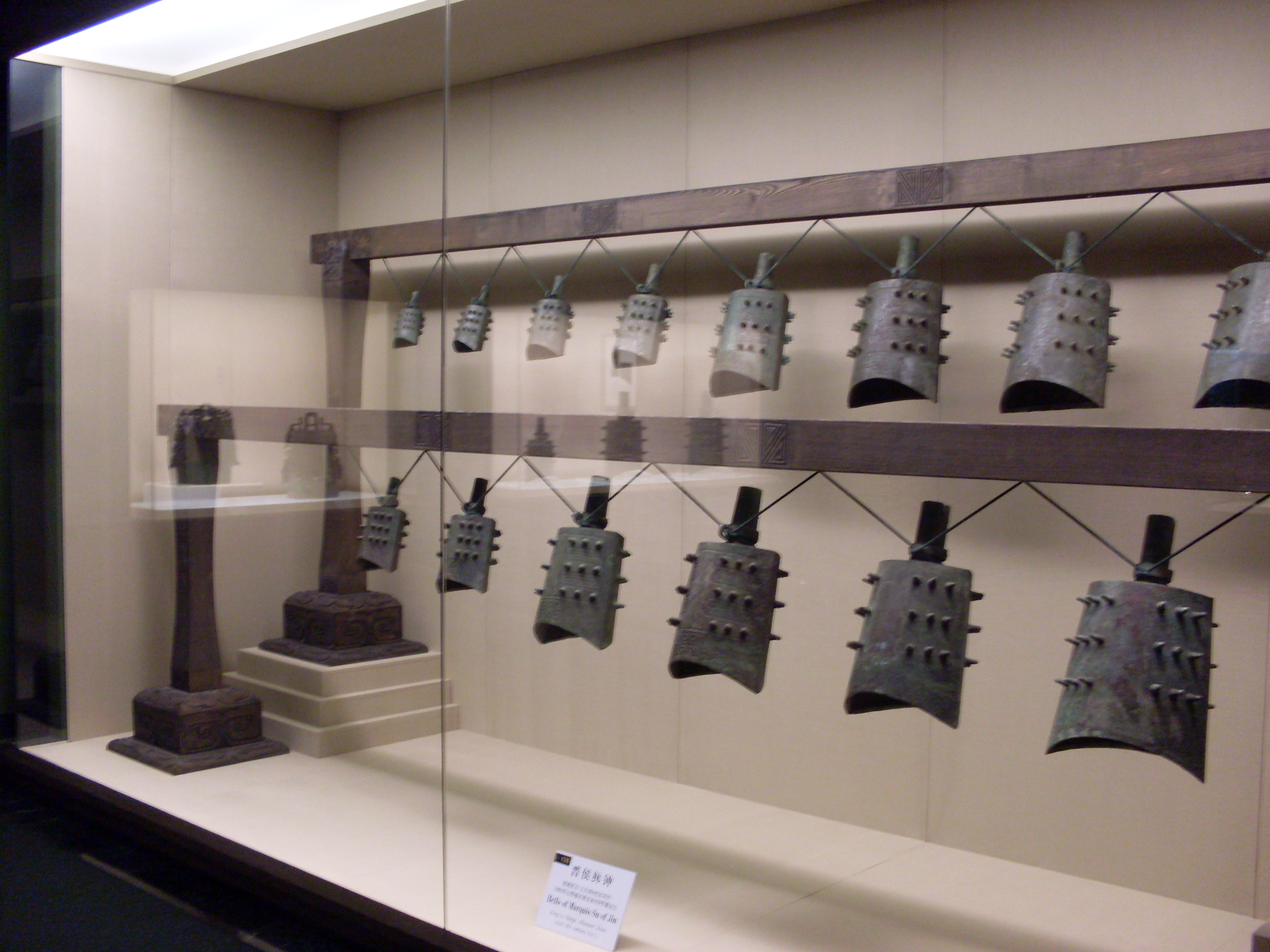
آلات بيان تشونغ للمركيز سو جين، تشو الغربية
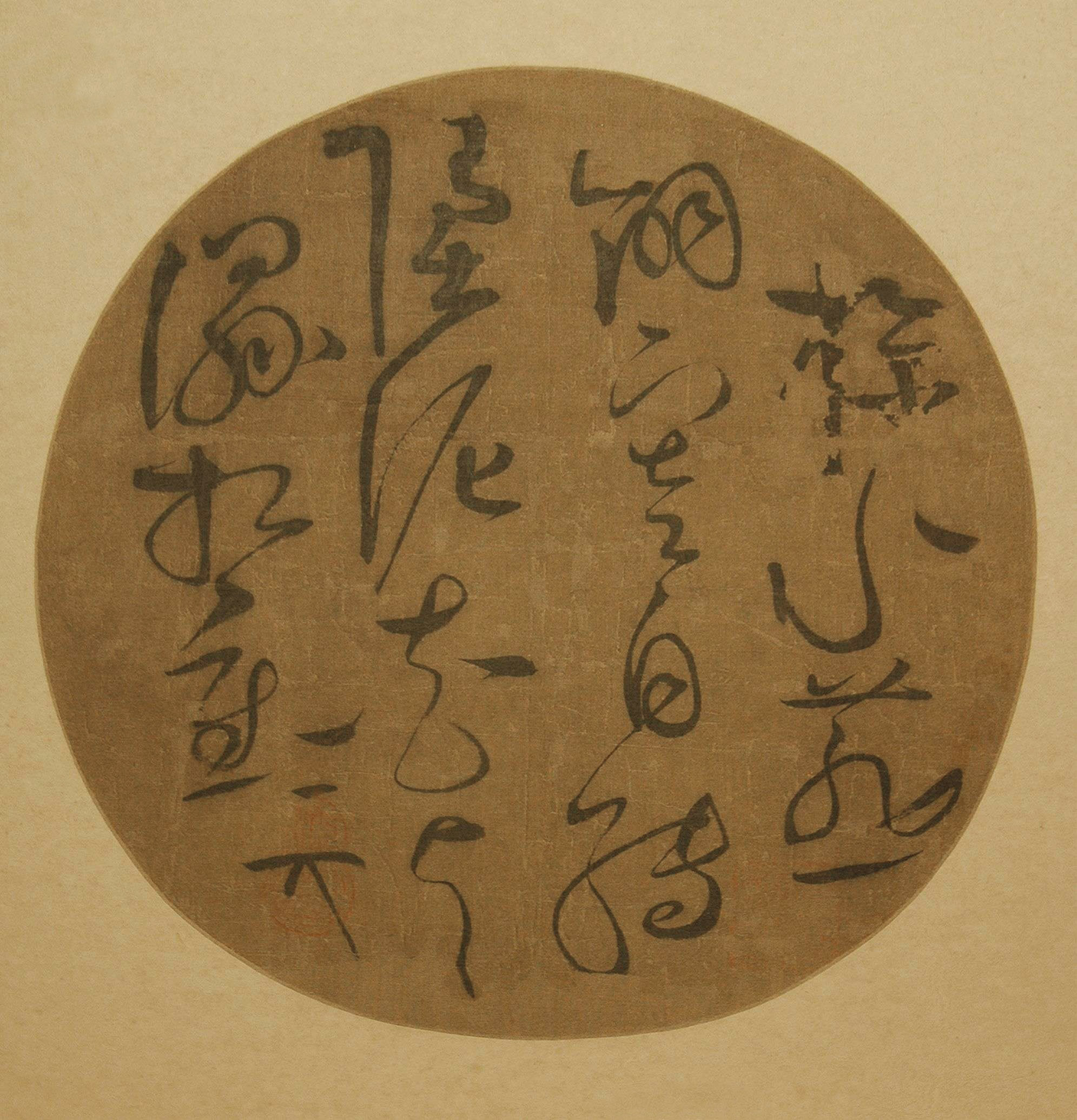
خط صيني على مروحة دائرية للإمبراطور هويتسونغ من سلالة سونغ

### مجموعات المسكوكات
يحتوي المتحف على مجموعة مهمة من العملات القديمة من طريق الحرير، تبرعت بها منذ عام 1991م ليندا وروجر دو. تحتوي المجموعة على 1,783 قطعة من حضارات مختلفة بدءاً من الإغريق ووصولاً إلى إمبراطورية المغول.

## مزيد من القراءة
- Ancient Chinese Ceramic Gallery The Shanghai Museum. Shanghai: Shanghai Classics Publishing House, 1996. (English & Mandarin Chinese edition.) (ردمك 7-5325-1721-7)

## وصلات خارجية
- متحف شانغهاي
- متاحف الصين
- صور لمتحف شانغهاي